# Gastone Nencini
Pour les articles homonymes, voir Nencini.
Gastone Nencini, né le 1er mars 1930 à Barberino di Mugello, dans la province de Florence, en Toscane, et mort le 1er février 1980 à Florence, est un coureur cycliste italien, dont la carrière professionnelle, commencée en 1953 se termine en 1965. Il remporte 23 victoires, dont 2 grand tour.

## Biographie

### Carrière
Gastone Nencini remporte le Tour d'Italie en 1957 puis le Tour de France en 1960 bénéficiant, il est vrai, de la chute dans le ravin du col de Perjuret du favori Roger Rivière. Il gagne le Grand Prix de la montagne sur le Giro en 1955 et sur le Tour en 1957.
Il participe à cinq reprises au Tour de France. Il y remporte 4 victoires d'étapes : dans le Tour 1956, la 22e étape de Montluçon à Paris, puis dans le Tour 1957, la 10e étape de Thonon-les-Bains à Briançon et la 18e étape de Saint-Gaudens à Pau et pour finir dans le Tour 1958 dans la 19e étape entre Carpentras et Gap.
Il est longtemps le seul coureur à avoir terminé les trois Tours la même année - 1957 - en s'imposant dans l'un d'entre eux. En 2023, Sepp Kuss l'égale en remportant le Tour d'Espagne après avoir participé au Tour de France et au Tour d’Italie.

### Dopage
Sur le Tour de France 1960, le docteur Pierre Dumas entre dans la chambre du futur vainqueur de l'épreuve, Gastone Nencini, qu'il découvre sur son lit avec un tube de plastique dans chaque bras relié à une bouteille contenant des hormones. Cet incident n'entraîne cependant pas de sanction envers le coureur.

## Palmarès

### Palmarès amateur
- 1950
  - Giro del Frignano
- 1952
  - Trophée Matteotti amateurs
  - 3e du championnat d'Italie de poursuite par équipes
- 1953
  - Coppa Lanciotto Ballerini
  - Giro del Casentino
  - Trophée Mauro Pizzoli
  - Grand Prix de Camaiore
  -  Médaillé d'argent du championnat du monde sur route amateurs
  - 2e de la Coppa Giacomo Silvio Guelpa

### Palmarès professionnel
- 1953
  - 2e du GP Quarrata
- 1955
  - Tour d'Italie :
    -  Classement de la montagne
    - 9e et 12e étapes

  - 3e du Tour d'Italie
  - 3e du Grand Prix de Suisse
  - 4e du championnat du monde sur route
- 1956
  - 2eb étape du Tour d'Italie (contre-la-montre par équipes)
  - 22e étape du Tour de France
  - Trois vallées varésines
  - 3e du Tour de Campanie
- 1957
  - Tour de la province de Reggio de Calabre
  -  Classement général du Tour d'Italie
  - Tour de France :
    -  Grand Prix de la montagne
    - 10e et 18e étapes

  - 3e du Tour de Campanie
  - 3e du Tour du Latium
  - 3e du Challenge Desgrange-Colombo
  - 6e du Tour des Flandres
  - 6e du Tour de France
  - 9e du Tour d'Espagne
- 1958
  - 10e et 18e étapes du Tour d'Italie
  - 19e étape du Tour de France
  - 5e du Tour d'Italie
  - 5e du Tour de France
  - 9e du Challenge Desgrange-Colombo
- 1959
  - 6e étape du Grand Prix Ciclomotoristico
  - 9e étape du Tour d'Italie
  - 2e du Grand Prix Ciclomotoristico
  - 3e du Tour de Sardaigne
  - 6e de Paris-Nice-Rome
  - 10e du Tour d'Italie
- 1960
  - Grand Prix de Nice
  - 3e étape de Menton-Rome
  - 5e et 10e étapes du Tour d'Italie
  -  Classement général du Tour de France
  - 2e du Tour de la province de Reggio de Calabre
  - 2e du Tour de Campanie
  - 2e du Trofeo Longines (contre-la-montre par équipes)
  - 2e du Trofeo Fenaroli
  - 3e de Milan-Turin
  - 3e du Super Prestige Pernod
- 1961
  - 2e du Trophée Matteotti
  - 3e des Tre Giorni del Sud
  - 8e du championnat du monde sur route
- 1962
  - 2e du Tour des Apennins
- 1964
  - 2e du Championnat de Zurich
  - 3e du Tour de Romandie

### Résultats sur les grands tours

#### Tour de France
5 participations
- 1956 : 22e, vainqueur de la 22e étape
- 1957 : 6e, vainqueur du  classement de la montagne et des 10e et 18e étapes
- 1958 : 5e, vainqueur de la 18e étape
- 1960 :  Vainqueur final,  maillot jaune pendant 14 jours
- 1962 : non-partant (14e étape)

#### Tour d'Italie
10 participations
- 1954 : 16e
- 1955 : 3e, vainqueur du  classement de la montagne et des 9e et 12e étapes,  maillot rose pendant 5 jours
- 1956 : abandon, vainqueur de la 2eb étape (contre-la-montre par équipes)
- 1957 :  Vainqueur final,  maillot rose pendant 4 jours
- 1958 : 5e, vainqueur des 10e et 18e étapes
- 1959 : 10e, vainqueur de la 9e étape
- 1960 : 2e, vainqueur des 5e et 10e étapes
- 1962 : 13e
- 1963 : abandon
- 1964 : abandon

#### Tour d'Espagne
3 participations
- 1955 : 18e
- 1957 : 9e
- 1958 : abandon (9e étape)

## Hommages

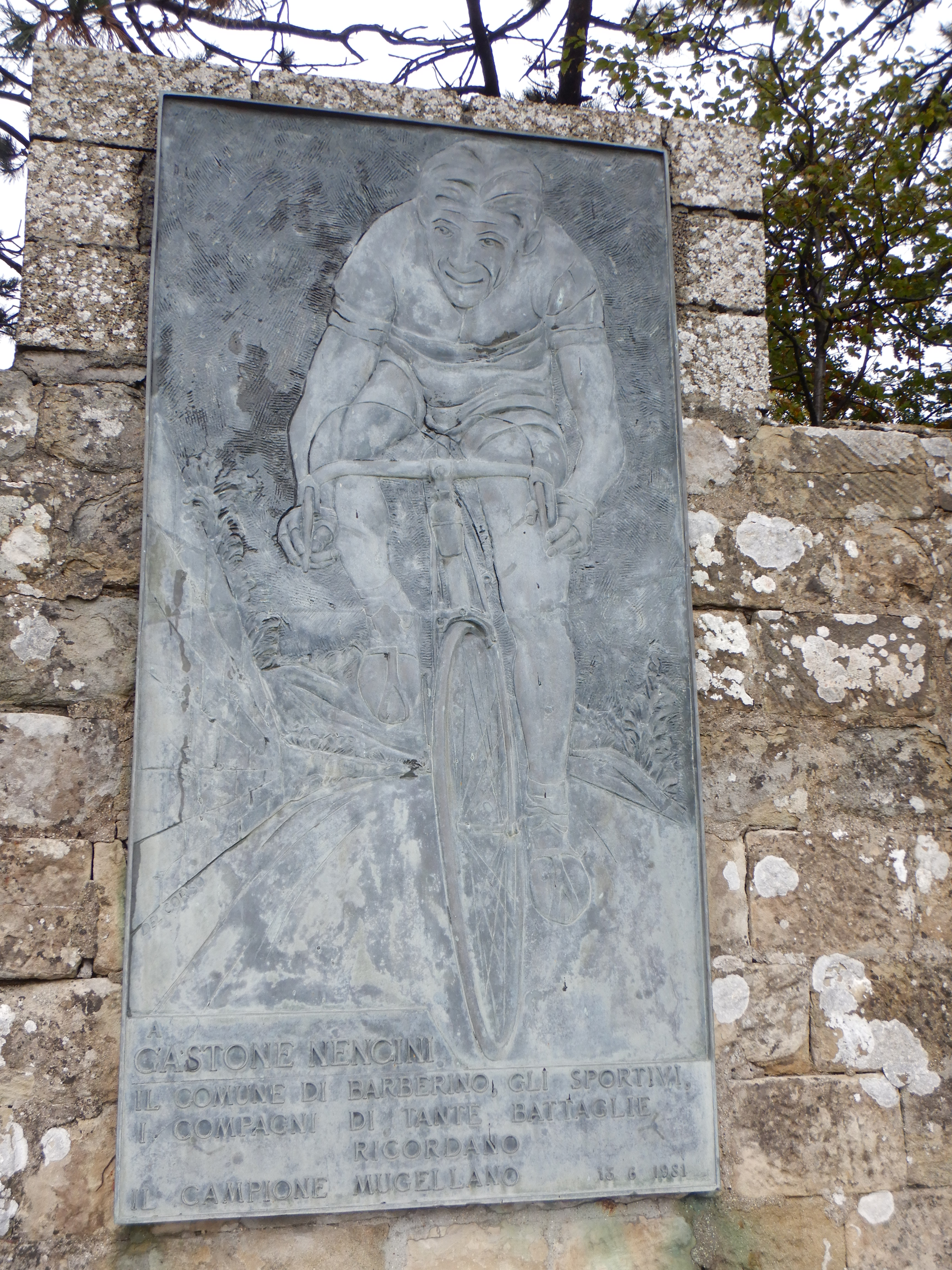
Stèle Gastone Nencini

Au col de la Futa, proche de son lieu de naissance, une plaque en son honneur a été apposée sur un mur proche de la route.